# Lohals
Lohals ist eine kleine Hafenstadt mit 433 Einwohnern (Stand: 1. Januar 2023) an der Westküste nahe der Nordspitze der dänischen Insel Langeland gegenüber der Stadt Lundeborg auf der Insel Fünen. Der Ort gehört zur Langeland Kommune in der Region Syddanmark. Vor der dänischen Verwaltungsreform zum 1. Januar 2007 gehörte er zur Tranekær Kommune im Fyns Amt.

## Infrastruktur
Lohals verfügt über einen Fischerei- und einen Yachthafen. Bis 1998 gab es von Lohals eine Fährverbindung nach Korsør auf der Insel Seeland. Außerdem verkehrte eine Fähre nach Lundeborg, deren Anleger noch zu sehen ist. Durch die Einstellung des Fährbetriebes beträgt die Fahrstrecke von Lundeborg nach Lohals über Svendborg, die Svendborgsundbroen, Tåsinge, Siødæmningen, die Langelandsbroen und Rudkøbing nunmehr 65 km.
Der öffentliche Nahverkehr besteht aus einer Buslinie nach Rudkøbing, dem Hauptort der Insel. Die Busse verkehren montags bis freitags etwa stündlich, am Wochenende zweistündlich. Von Rudkøbing aus besteht eine weitere Busverbindung nach Svendborg auf Fünen.

## Museum
Außerdem gibt es ein Safari-Museum mit Erinnerungsstücken an den dänischen Abenteurer Tom Knudsen, der in Lohals geboren ist.